# کندلتون (تگزاس)
کندلتون، تگزاس (به انگلیسی: Kendleton, Texas) یک شهر در ایالات متحده آمریکا با جمعیت ۴۶۶ نفر است که در تگزاس واقع شده‌است.

## موقعیت جغرافیایی
موقعیت جغرافیایی شهرها و مناطق اطراف به شرح زیر است:

## نگارخانه

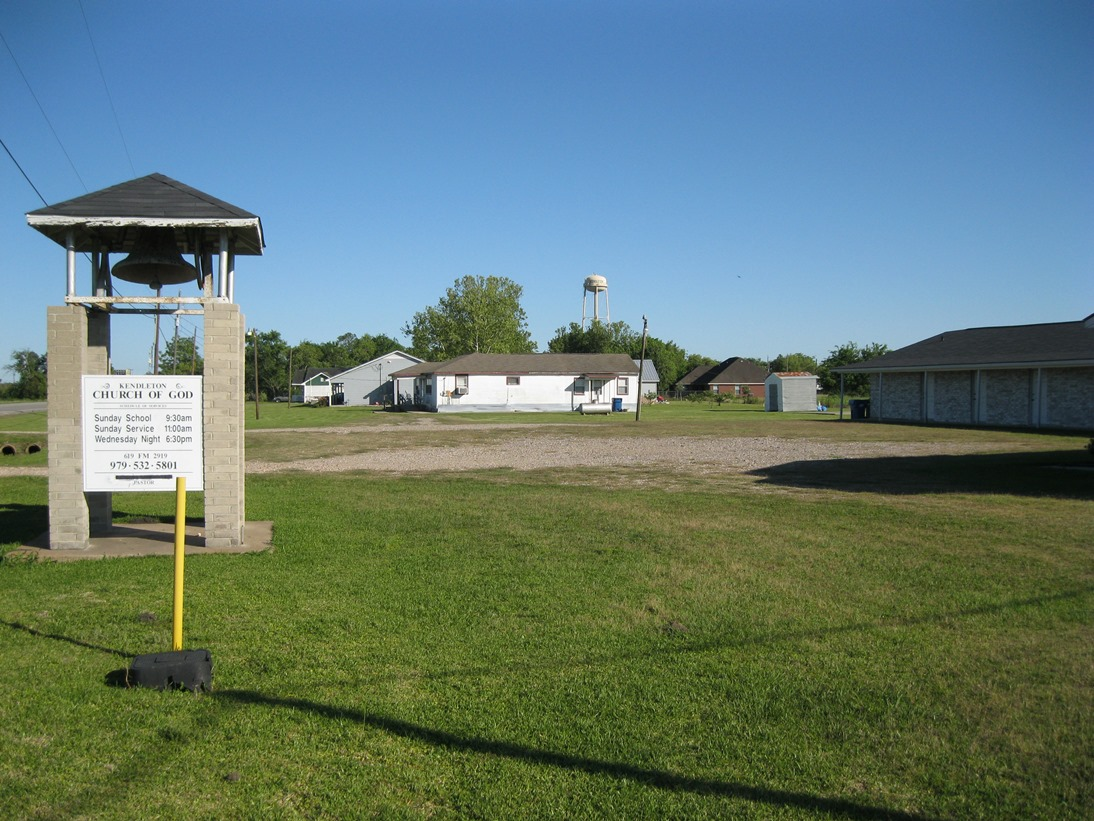
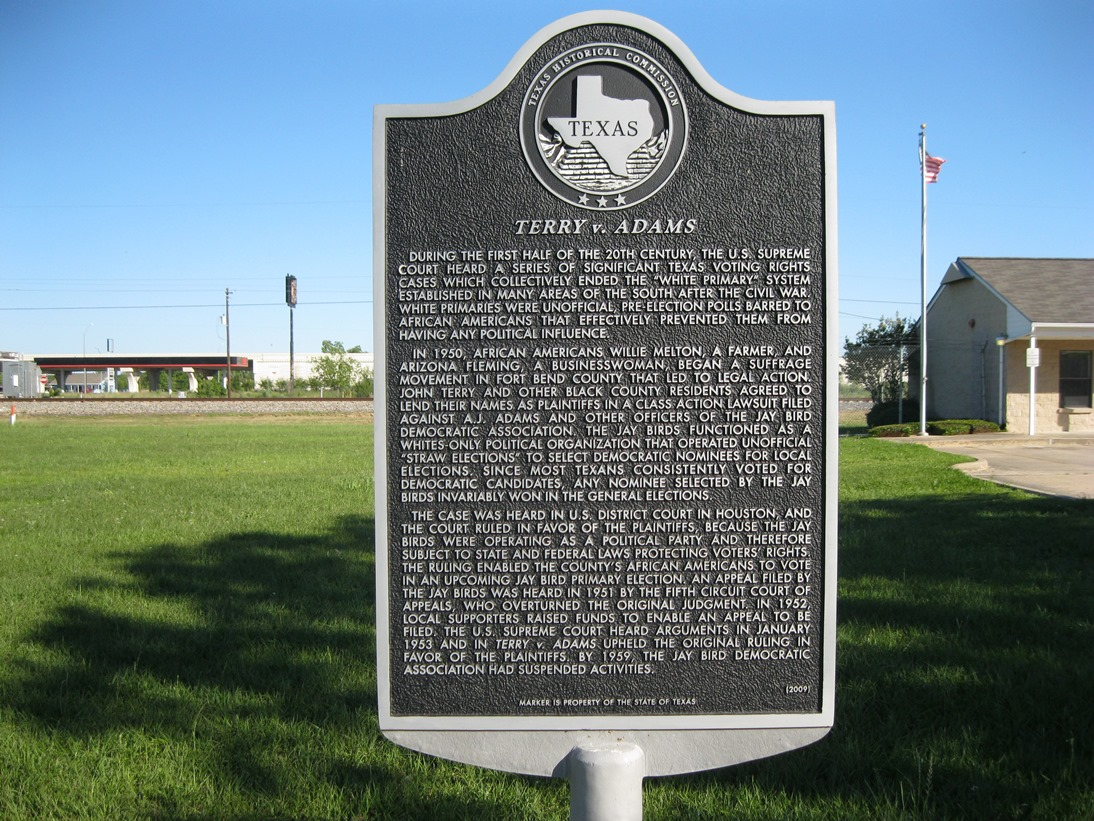
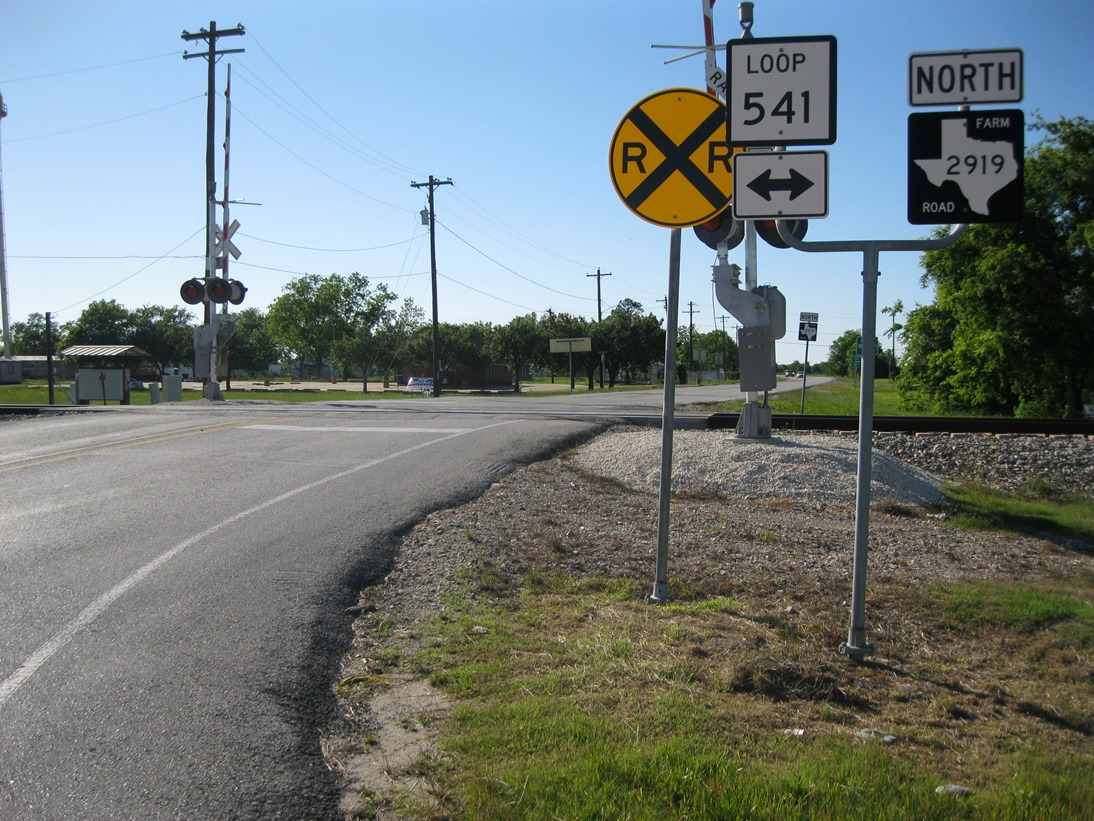
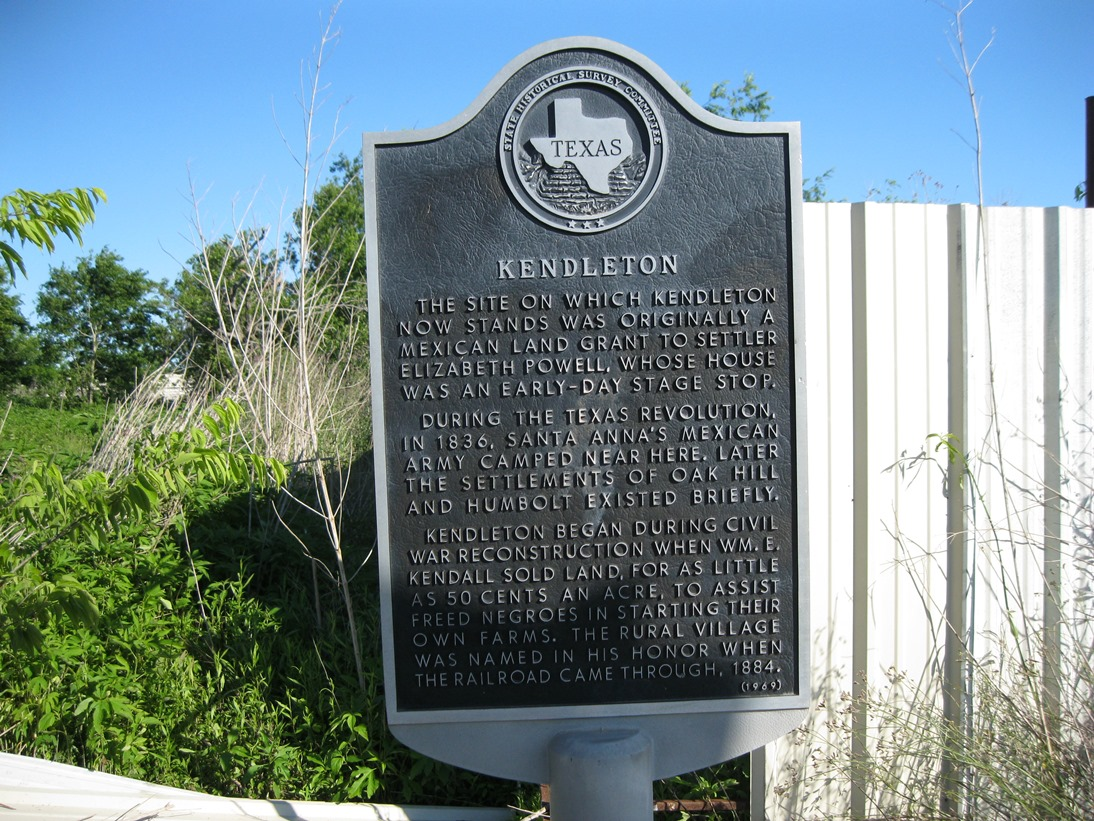
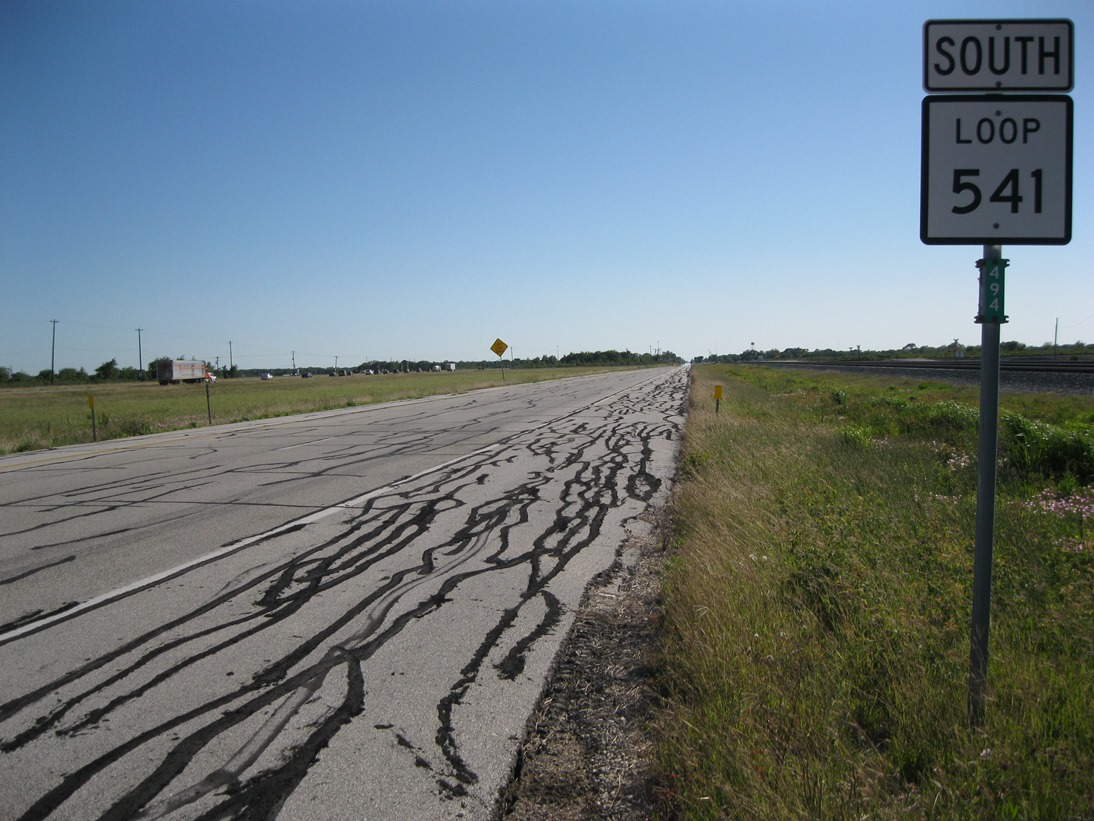